# سيدي جعفر 3 (واد الرمان)
سيدي جعفر 3 هي إحدى مشيخات المملكة المغربية، تتبع جغرافيا لعمالة مكناس وإداريًا لواد الرمان. يقدر عدد سكانها بـ 3476 نسمة حسب الإحصاء الرسمي للسكان والسكنى لسنة 2004.